# 武富士サイパンゴルフトーナメント
武富士サイパンゴルフトーナメントは、1983年に行われたゴルフトーナメントの一つである。
武富士主催、日本プロゴルフ協会（JPGA）・マリアナ政府後援、コンチネンタル航空・マツダオート東京・デサント・ハイアットホテル・松本徴章・マルマンゴルフ・コカ・コーラ・エスビー食品・南十字星クラブ協賛。

## 概要
消費者金融業界初のビッグスポーツイベントであり、JPGA後援では初の海外で開催されるトーナメントとして注目された。
賞金総額3000万円、優勝600万円の男子プロツアー開幕戦として、1983年3月12日・13日にサイパン島のマリアナカントリークラブで、日本のトッププロ約80名によって行われた。
初日は内田繁が3アンダー68で首位に立ち、最終日も内田が一時2位に2打差を付けたが17番でボギー。この日のベストスコア68を出した青木基正が通算4アンダー、138で並んでサドンデス・プレーオフとなったが、プレーオフ2ホール目で青木が約10mのロングパットを沈めて優勝。表彰式ではミス北マリアナとミスサイパンから祝福のキスを受けた。
大会翌日の14日には毎日新聞朝刊18面に大会会長である武井保雄武富士会長の挨拶入りの広告が掲載され、20日にはテレビ東京で録画中継として放映された。

## 主な優勝者
- 1983年 - 青木基正